# 里昂公社
里昂公社（法語：Commune de Lyon）是1870年—1871年法国最早出现的起义公社。1870年，里昂公社在温和共和主义者、无政府主义者、激进主义者和社会主义者的推动下建立。它组织了选举，并在恢复共和国的“常态”后解散，这让那些希望进行不一样的革命的最先进分子感到沮丧。后者两次尝试重新掌权，但都没有成功。